# Твої друзі
«Твої друзі» — радянський дитячо-пригодницький художній фільм 1960 року, знятий на кіностудії «Казахфільм».

## Сюжет
Альоша разом із друзями Капаном та Сьовою їде влітку в гості до свого діда, лісника Бєларьова (Данило Ільченко). Одного разу хлопці знайшли маленьке косуля, мати якого застрелив браконьєр. Лісник пише листа районній владі. Але виконком з нагоди вихідного виявився закритим. Альоша віддає листа знайомій дівчинці Нюші. Лист потрапляє до рук вітчима дівчинки Філіпа Харпаєва (Микола Граббе) — браконьєра, який убив козулю. Філіпп намагається перекласти вину на лісника Бєларьова. Тоді Нюша пішла в міліцію і викрила вітчима, якому пижом послужив листок з її зошита. Хлопці тим часом вистежили та затримали Харпаєва.

## У ролях
- Микола Граббе — Філіпп Харпаєв
- Лідія Смирнова — Ірина
- Данило Ільченко — Бєларьов, лісник
- Сергій Родін — Альоша
- В'ячеслав Дайрамбеков — Капан
- Курманбек Жандарбеков — секретар обкому партії
- Володимир Прохоров — лейтенант міліції
- Олександра Денісова — Марія Герасимівна
- Рахметбай Телеубаєв — старшина міліції
- Костянтин Сорокін — Лапушкін

## Знімальна група
- Режисер — В. Войтецький
- Сценарист — Семен Листов
- Оператор — Борис Сігов
- Композитор — Володимир Фере
- Художник — Віктор Ледньов